# Nombre de passes
 (novembre 2022).
Si vous disposez d'ouvrages ou d'articles de référence ou si vous connaissez des sites web de qualité traitant du thème abordé ici, merci de compléter l'article en donnant les références utiles à sa vérifiabilité et en les liant à la section « Notes et références ».
En usinage, le nombre de passes définit le nombre de passages de l'outil sur une pièce pour arriver au résultat voulu en fonction des paramètres d'usinage.
Par exemple en tournage, en partant d'une pièce brute de 20 mm de diamètre que l'on souhaite charioter jusqu'à un diamètre de 10 mm, en prenant une profondeur de passe de 1 mm au rayon, il faudra 5 passages de l'outil pour enlever la matière.